# Фантастика Нідерландів
Фантастика Нідерландів— друковані або екранізовані фантастичні твори письменників і письменниць Нідерландів та Бельгійської Фландрії.
Нідерландською мовою розмовляють у Нідерландах і в північній частині Бельгії, яка називається Фландрія. У галузі літератури Фландрія та Нідерланди є одним цілим, адже Фламандські (з Фландрії) автори здебільшого публікуються, відповідно, в Нідерландах (Амстердам), з міркувань престижу та через невелику кількість фламандських видавництв.

## Історія
Нідерландська та фламандська наукова фантастика сформувалася в 1960-х роках, коли кілька видавництв почали випускати серії перекладених творів, а деякі нідерландські та фламандські автори почали писати фантастичні романи. До 1960-х років існували окремі твори, оригінальні чи перекладені, але справжньої традиції наукової фантастики не існувало. Навіть у ті періоди, коли фантастика повсюдно розквітала в західній літературі (як в епоху романтизму та на зламі ХІХ-ХХ століть), кількість голландської та фламандської фантастики була дуже малою, і вона майже повністю забута навіть найповнішими історіями нідерландської та фламандської фантастики.
Бум фантастики, що розпочався у 1960-х роках, тривав недовго. У 1980-х ринок знизився до показників початку 1960-х років. Наприкінці 1970-х, наприклад, відомі видавництва разом видавали майже 100 книжок на рік (переважно перекладів); на початку 1990-х цей показник знизився до 25 книжок. Більшість видавництв припинили свою діяльність, і до 1992 року лише два з них — «Meulenhoff» (Meulenhoff Boekerij) та «Luitingh» (Luitingh-Sijthoff) — були дійсно активними на ринку наукової фантастики. Отже, можна сказати, що стара ситуація відновилася: наукова фантастика (і фентезі, і горор) як жанри складаються лише з окремих творів, розкиданих по всьому літературному полю.
На ранній стадії романтичної епохи, коли вплив Просвітництва був ще дуже сильним, кілька письменників створили, здебільшого у формі «Уявних подорожей», описи майбутнього Нідерландів. Цей жанр утопічної літератури продовжував існувати протягом XIX століття. У 1890-х роках голландське видавництво Elsevier випустило знамените повне видання у 65 томах творів Жуля Верна, яке широко розійшлося, але, вочевидь, не мало реального впливу на голландську літературу (за винятком ринку підліткової літератури).
У першій половині ХХ століття з'явилося лише кілька оригінальних науково-фантастичних творів, і лише один з них досі друкується, вважаючись шедевром нідерландською літератури: «Блоккен» 1931 року (нід. Blokken) Ф. Бордевейка, 1884—1965 (нід. Ferdinand Bordewijk). Дія цього короткого роману відбувається в Росії недалекого майбутнього, яка має одночасно комуністичні та фашистські риси. Частково це чистий опис держави та її Верховної Ради, частково — історія про невдале повстання. Групу дисидентів нещадно вбивають, але наприкінці висловлюється припущення, що заворушення триватимуть доти, доки держава не буде зруйнована. Це попередження не стільки проти комунізму чи фашизму, скільки проти будь-якого тоталітарного уряду. Бордевейк також написав кілька оповідань у жанрі наукової фантастики, більшість з яких можна знайти у його збірці «Оповідання з іншого боку» (нід. Vertellingen van generzijds) (збірка 1951 року). До цієї збірки не увійшов чудовий «Кінець людства» (нід. Einde der mensheid) (1959), вигадане есе у манері Хорхе Луїса Борхеса про всесвіт, який складається з шарів «позитиву, нейтралі і негативу» в нескінченному продовженні. Людство — це лише незначне явище в одному з незліченних шарів, яке врешті-решт зникне, не залишивши по собі жодного сліду.
Письменником коротких фантастичних оповідань та деяких фантастичних оповідань був «Белькампо» (псевдонім Г. П. Шенфельда Вічера (нід. H.P. Schönfeld Wichers, 1902—1990), чиї дотепні та дотепні оповідання й досі популярні. Серед його науково-фантастичних оповідань найкращими є казка про робота «Передмістя» (нід. Voorland) 1935 року та «Казка про Остерхуїса» (нід. Het verhaal van Oosterhuis) 1946 року — цікаве поєднання уявної подорожі, утопії, антиутопії та загубленого світу.
Гуго Раес (1929—2013), також із Фландрії, написав дві уявні подорожі з елементами наукової фантастики: De lotgevallen / «Події» (1968) та Reizigers in de anti-tijd / «Мандрівники в анти-часі» (1971). Його De verwoesting van Hyperion / «Руйнування Гіперіона» (1978) — пряма наукова фантастика, роман після Голокосту про майже безсмертних нащадків людства та їхню боротьбу з еволюціонізованими щурами. Раес написав кілька чудових оповідань, більшість з яких зібрані у збірці Bankroet van een charmeur / «Банкрутство чарівника» (1967).
«Майбутнє вчорашнього дня» (нід. De toekomst van gisteren) 1972 року голландця Гаррі Муліша (нід. Harry Mulisch) — це не роман, а книжкове есе, в якому автор пояснює, що насправді він не писав запланованого роману з такою назвою. Якби він це зробив, цей роман представляв би альтернативну історію, в якій німці перемогли у Другій світовій війні (див. також «Гітлер перемагає»). У цьому альтернативному світі головний герой пише роман про світ, відмінний від нього, в якому німці програли війну. Поки що концепція роману демонструє дивовижну схожість з «Людиною у високому замку» Філіпа Діка (1962), але — на відміну від Діка — другий роман мав бути повністю відтворений у тексті першого. Муліша цікавила різниця між реальним світом, у якому німці програли Другу світову війну, і світом, у якому, хоча те саме сталося, сьогодення є таким, яким його уявляє письменник, що виріс у фашистській світовій державі. У своєму есеї Муліш демонструє, що поєднання роману про альтернативний світ і роману в романі теоретично неможливе через наративні обмеження. Книжка має стати обов'язковим до прочитання для авторів альтернативних світів.
Серед інших актуальних сучасних голландських авторів — Рейн Блейстра (нід. Rein Blijstra; 1901—1975), чиї десять гумористичних оповідань про всілякі науково-фантастичні кліше зібрані під назвою «Планетарій Отце Отцінга» (нід. Het planetarium van Otze Otzinga), збірка 1962 року. Прозаїк і драматург Мануель ван Логгем (нід. Manuel van Loggem; 1916—1998) писав цікаве фентезі з легким нахилом до наукової фантастики; його найкраща збірка — «Любовне життя Пріарґів», (нід. Het liefdeleven der Priargen) збірка 1968 року. Письменник і комп'ютерний експерт Герріт Крол (нід. Gerrit Krol; 1934—2013) написав «Людину за вікном» (1982) — досить складну історію про Адама, мислячого комп'ютера, який розмірковує над проблемою того, чим насправді є людина. Коли він перетворився на повноцінну людину, його спіткала доля всього людства і він помирає. Це не стільки фантастика, скільки роман ідей, або навіть дослідження (замасковане під вигадку) проблем ідентичності та свідомості.
Наприкінці 1950-х і особливо в 1970-х роках на перший план вийшли автори, яких можна вважати справжніми письменниками-фантастами. Голландський фізик Діоніс Бурґер (нід. Dionijs Burger) 1957 року написав «Болландію» (нід. Bolland), продовження і розширення знаменитої «Плоскої країни (Флетландія)» Едвіна Еббота (1884). Як Ебботт намагався продемонструвати чотиривимірну геометрію за допомогою історії про двовимірних істот у Флетландії, так Бурґер намагається пояснити теорії Ейнштейна про викривлений простір і всесвіт, що розширюється. Його історія відбувається через два покоління після подій, описаних Ебботтом; оповідач — онук Ебботта з «Квадрату». Книга Ебботта, можливо, має вищу літературну якість, але книга Бюргера є більш винахідливою та гумористичною. Книга стала малою класикою у світі наукової фантастики.
Сем з плутоднем (нід. Sam, of de Pluterdag) фламандського письменника Пауля ван Герка, опублікований у 1968 році — кумедний сатиричний роман про суспільство, в якому вищі соціальні верстви мають доступ до додаткового восьмого дня тижня, «плутодня». Нагороджений першою премією на Європейському з'їзді з наукової фантастики у Трієсті.
Двома найбільш плідними письменниками-фантастами є нідерландець Фелікс Тейссен (нід. Felix Thijssen; 1933-) та британець Едді Бертен (англ. Eddy C. Bertin; 1944—2018). Тейссен, який спочатку писав пригодницьку фантастику для підліткового ринку, почав писати наукову фантастику в 1971 році, коли з'явився перший том так званого циклу Марка Стівенса. Це звичайна серія «Космічна опера», перші томи якої, здавалося, були орієнтовані на молодь, але поступово вона ставала більш дорослою. Серія завершилася хорошим восьмим томом, «Ворота раю / De poorten van het paradijs» (1974). Пізніше Тіссен написав кілька доволі серйозних романів, найкращим з яких є «Еммарг /Emmarg» (1976), сумна історія про вагітну жінку-прибульця, покинуту на Землі. Едді Бертен має певну репутацію в англомовному світі завдяки власним перекладам кількох його оповідань. Найкращою його роботою можна назвати серію «Мембранний всесвіт / Membrane Universe», яка зібрана у трьох томах: «Самотній кривавий птах / Eenzame bloedvogel» (збірка 1976), «Дрімучі пляжі розуму / De sluimerende stranden van de geest» (1981) та «Сліпий глухонімий звір на голій горі / Het blinde doofstomme beest op de kale berg» (1983). Історії перемежовуються текстами пісень, фальшивими документами, коментарями, розкладами тощо. Разом вони утворюють майбутню історію від 1970 до 3666 року нашої ери. Бертін — активний фанат, який з 1973 року редагує власний фан-журнал SF Gids ["SF Guide"], а також затятий бібліограф. Окрім фантастики, він написав численні оповідання жахів, які, мабуть, є найкращою частиною його творчого доробку.
Визначним нідерландським дебютом став «Перший з Ріссана / De eersten van Rissan» (1980) Віма Гейсена (нід. Wim Gijsen; 1933—1990), роман про загублену колонію, в якому йдеться про нащадків людства на планеті Ріссан. У продовженні, «Королі давнини / De koningen van weleer» (1981), з'ясовується, що таємничі Перші з Ріссану є нащадками царів Атлантиди. Обидва романи стоять на одному рівні з найкращими американськими романами цього типу. Його пізніші романи — це все молодіжне фентезі.
Найвизначнішим форумом для оригінальних фантастичних історій нідерландською мовою, можливо, стала серія брошур «Фламандські фільми / Vlaamse Filmpjes», написаних для молодіжної аудиторії; у серії, що почалася в 1930 році і триває досі, вийшло понад 2000 томів. З цієї кількості, можливо, 200 — це наукова фантастика, а набагато більше — фентезі. Найактивнішим автором був Джон Фландерс, псевдонім бельгійського письменника-фламандця Раймона Жана Марі де Кремера (фр. Raymond Jean Marie de Kremer (1887—1964), який також писав під псевдонімом Жан Рей; серед інших авторів — Едді Бертен (нід. Eddy C Bertin), Дріс Ньовланд (нід. Dries Nieuwland), Пауль ван Герк (нід. Paul van Herck) та Джон Вермеулен (нід. John Vermeulen).